# Federación Internacional de Asociaciones de Bibliotecarios y Bibliotecas
La IFLA o  Federación Internacional de Asociaciones e Instituciones Bibliotecarias  (las siglas provienen de su denominación en inglés: International Federation of Library Associations and Institutions) es una organización mundial creada para proporcionar a los bibliotecarios de todo el mundo un foro para intercambiar ideas, promoviendo la cooperación, la investigación y el desarrollo internacionales en todos los campos relacionados con la actividad bibliotecaria y la bibliotecología. Sus objetivos se resumen en:
- Representar la profesión de bibliotecario en materias del interés internacional.
- Promover la formación permanente del personal de la biblioteca.
- Y desarrollar, mantener y promover directrices para los servicios bibliotecarios.

Se fundó en Edimburgo, Escocia, Reino Unido, el 30 de septiembre de 1927, la Federación Internacional de Asociaciones de Bibliotecarios y Bibliotecas es una asociación no gubernamental internacional independiente que tiene relaciones formales como asociada con la Unesco, estatus de observador con las Naciones Unidas, estatus de asociado con el Consejo Internacional para la Ciencia (ICSU) y estatus de observador con la Organización Mundial de la Propiedad Intelectual (OMPI), la Organización Internacional de Normalización (ISO) y la Organización Mundial del Comercio (OMC). Las objetivos generales de la IFLA son promover la comprensión, la cooperación, la discusión, la investigación y el desarrollo internacionales en todos los campos de las ciencias que se relacionen con la actividad de información y bibliotecas; y proporcionar un cuerpo a través del cual la profesión de bibliotecario se pueda representar en materias de interés internacional. Cuenta a más de 1700 miembros en más de 150 países.
La Junta de Gobierno de la IFLA es responsable de la política general, de la gerencia y de las finanzas de la IFLA. El comité profesional supervisa el planeamiento y la programación de las actividades profesionales realizadas por dos tipos de entidades IFLA: grupos profesionales (44 secciones organizadas en cinco divisiones) y las cuatro principales actividades. Hay también quince grupos de interés ligados a una sección que los patrocina.
La IFLA es miembro de la Intercambio Internacional por la Libertad de Expresión (IFEX), una red mundial que agrupa a las asociaciones más importantes en defensa de la libertad de expresión. Además, junto con el Consejo Internacional de Archivos (ICA), el Consejo Internacional de Museos (ICOM) y el Consejo Internacional de Monumentos y Sitios (ICOMOS), integra el Comité Internacional del Escudo Azul (ICBS). La misión de ICBS es recopilar y difundir información y coordinar la acción en situaciones en las que los bienes culturales están en riesgo.
Su sede central se encuentra en la Biblioteca nacional de los Países Bajos, en La Haya.

## Principales Actividades
- Copyright y otros asuntos legales (CLM)
- Acceso Libre a la Información y Libertad de Expresión (FAIFE)
- Programa estratégico de Preservación y Conservación (PAC)
- Programa estratégico UNIMARC
- Comité de normas
- Programa de Desarrollo de Bibliotecas (LDP)

## Divisiones
1. Tipos de Bibliotecas
2. Colecciones de las Bibliotecas
3. Servicios bibliotecarios
4. Apoyo a la profesión
5. Regiones

## Secciones
- Bibliotecas Académicas y de Investigación
- Adquisición y desarrollo de colecciones
- África
- Bibliotecas de arte
- Asia y Oceanía
- Audiovisual y Multimedia
- Bibliografía
- Catalogación
- Desarrollo profesional continuo y aprendizaje en el lugar de trabajo
- Entrega de documentos y uso compartido de recursos
- Educación y entrenamiento
- Información gubernamental y publicaciones oficiales
- Bibliotecas gubernamentales
- Bibliotecas de Salud y Biociencias
- Asuntos indígenas
- Alfabetización Informacional
- Tecnologías de la información
- Gestión del Conocimiento
- América Latina y el Caribe
- Bibliotecas de derecho
- Bibliotecas para personas con discapacidades de lectura
- Bibliotecas para niños y jóvenes adultos
- Edificios y equipamientos de bibliotecas
- Servicios bibliotecarios para poblaciones multiculturales
- Servicios bibliotecarios para personas con necesidades especiales
- Teoría e investigación bibliotecaria
- Biblioteca y servicios de investigación para parlamentos
- Alfabetización y Lectura
- Historia local y genealogía
- Gestión y Mercadeo
- Gestión de asociaciones de bibliotecas
- Bibliotecas Metropolitanas
- Bibliotecas Nacionales
- Medios de comunicación
- Preservación y Conservación
- Bibliotecas Públicas
- Libros raros y colecciones especiales
- Servicios de referencia e información
- Bibliotecas escolares
- Bibliotecas de ciencia y tecnología
- Publicaciones seriadas y otros recursos continuos
- Bibliotecas de ciencias sociales
- Estadística y evaluación
- Análisis temático y acceso

## Publicaciones
A lo largo de los años, la IFLA también se ha asociado con varios editores para producir publicaciones impresas sobre variados temas referidos a las bibliotecas y los bibliotecarios.
- Revista de la IFLA (IFLA Journal). Periodicidad: Trimestral. ISSN 0340-0352. eISSN 1745-2651. Editorial: SAGE. Es una revista internacional que publica artículos revisados por pares sobre bibliotecas y servicios de información y los problemas sociales, políticos y económicos que afectan el acceso a la información a través de las bibliotecas. La revista publica investigaciones, estudios de casos y ensayos que reflejan el amplio espectro de la profesión a nivel internacional. Cada número de IFLA Journal se pone a disposición de acceso abierto tras su publicación en el sitio web de IFLA.

- Serie de Publicaciones de la IFLA. (IFLA Publications Series). Periodicidad: 2-3 títulos por año. ISSN 0344-6891. La serie aborda muchos de los medios a través de los cuales las bibliotecas, los centros de información y los profesionales de la información de todo el mundo pueden formular sus objetivos, ejercer su influencia como grupo, proteger sus intereses y encontrar soluciones a los problemas globales. Los volúmenes están disponibles en formato impreso o electrónico.

- Serie de la IFLA sobre el Control Bibliográfico. ISSN 1868-8438. Editorial: De Gruyter Saur. La serie se conocía anteriormente como la serie UBCIM (Universal Bibliographic Control and International MARC). Los volúmenes están disponibles en formato impreso o electrónico.

- Informes Profesionales de la IFLA. (IFLA Professional Reports). ISSN 0168-1931. La serie de Informes Profesionales de la IFLA promueve altos estándares de servicios de biblioteca e información y el conocimiento dentro de la profesión. El contenido incluye orientación sobre la implementación de las normas y directrices de la IFLA, informes y artículos sobre tendencias emergentes en áreas de práctica profesional e informes sustanciales del proyecto. Son publicaciones de acceso abierto, con licencia Creative Commons Attribution 4.0 International (CC BY 4.0).

- Normas de la IFLA (IFLA Standards). Durante los últimos cincuenta años, IFLA ha producido una amplia gama de estándares en todos los campos de los servicios de biblioteca e información. Las actividades de las normas son ahora una parte integral de la dirección estratégica de la IFLA y uno de los objetivos actuales de la IFLA es centrarse en "desarrollar, mantener y cumplir los más altos estándares que respaldan prácticas de alta calidad".

- Biblioteca IFLA (IFLA Library) Lanzada en 2013, la Biblioteca de la IFLA incluye los documentos del Congreso Mundial de Bibliotecas e Información de la IFLA. Anualmente se la incorporan nuevos recursos. Las actas de conferencias anteriores están disponibles en el sitio web de cada congreso.

- Estudios globales en bibliotecas e información. (Global Studies in Libraries and Information). Editados por De Gruyter Saur. ISSN 2195-0202. Los complejos procesos involucrados en la difusión internacional de información y conocimiento, y los roles de las bibliotecas y las agencias de información relacionadas para facilitar el acceso, ofrecen un alcance fascinante para el estudio y la investigación académica. Al mismo tiempo, la naturaleza global de estos procesos requiere que los bibliotecarios y los trabajadores de la información sean conscientes de las oportunidades y desafíos que surgen internacionalmente. Esta serie de monografías en inglés sirve como vehículo para la comunicación profesional y académica en el campo en rápida evolución de los estudios globales en bibliotecas e información. Los volúmenes son revisados y escritos por profesionales líderes y académicos de todo el mundo.

## Congreso Mundial de Bibliotecas e Información: Conferencia y Asamblea General de la IFLA
Anualmente se celebra en agosto o principios de septiembre en una ciudad diferente del mundo. Participan más de tres mil delegados que se reúnen para intercambiar experiencias, debatir cuestiones profesionales, ver los últimos productos de la industria de la información, llevar a cabo la gestión de la IFLA y experimentar algo de la cultura del país anfitrión.

### Tabla de conferencias realizadas y lista histórica de los presidentes de la Federación

Distribución en el tiempo de presidentes de la IFLA, datos de agosto de 2019. En verde los hombres y en rojo las mujeres. En amarillo quienes tienen artículos en Wikipedia y en gris quienes no.

### Tabla de conferencias realizadas y lista histórica de los presidentes de la Federación[3]
| Presidente            | Periodo   | Lema presidencial                                     | Conferencia | Ciudad y país                             | Lema de la conferencia |
| --------------------- | --------- | ----------------------------------------------------- | ----------- | ----------------------------------------- | --- |
| Isak G.A. Collijn     | 1927-1931 |                                                       | 1928        | Roma; Italia                              | |
|                       |           |                                                       | 1929        | Roma, Florencia y Venecia; Italia         | |
|                       |           |                                                       | 1930        | Estocolmo; Suecia                         | |
|                       |           |                                                       | 1931        | Cheltenham; Reino Unido                   | |
| William Warner Bishop | 1931-1936 |                                                       | 1932        | Berna, Suiza                              | |
|                       |           |                                                       | 1933        | Chicago; Estados Unidos y Aviñón; Francia | |
|                       |           |                                                       | 1934        | Madrid; España                            | |
|                       |           |                                                       | 1935        | Madrid y Barcelona; España                | |
| Marcel Godet          | 1936-1947 |                                                       | 1936        | Varsovia; Polonia                         | |
|                       |           |                                                       | 1937        | París, Francia                            | |
|                       |           |                                                       | 1938        | Bruselas; Bélgica                         | |
|                       |           |                                                       | 1939        | La Haya y Ámsterdam; Países Bajos         | |
| Wilhelm Munthe        | 1947-1951 |                                                       | 1947        | Oslo; Noruega                             | |
|                       |           |                                                       | 1948        | Londres; Reino Unido                      | |
|                       |           |                                                       | 1949        | Basilea, Suiza                            | |
|                       |           |                                                       | 1950        | Londres; Reino Unido                      | |
|                       |           |                                                       | 1951        | Roma, Italia                              | |
| Pierre Bourgeois      | 1951-1958 |                                                       | 1952        | Copenhague; Dinamarca                     | |
|                       |           |                                                       | 1953        | Viena; Austria                            | |
|                       |           |                                                       | 1954        | Zagreb; ex Yugoslavia                     | |
|                       |           |                                                       | 1955        | Bruselas; Bélgica                         | |
|                       |           |                                                       | 1956        | Múnich; Alemania                          | |
|                       |           |                                                       | 1957        | París; Francia                            | |
|                       |           |                                                       | 1958        | Madrid; España                            | |
| Gustav Hofmann        | 1958-1963 |                                                       | 1959        | Varsovia; Polonia                         | |
|                       |           |                                                       | 1960        | Lund y Malmö; Suecia                      | |
|                       |           |                                                       | 1961        | Edimburgo; Reino Unido                    | |
|                       |           |                                                       | 1962        | Berna; Suiza                              | |
|                       |           |                                                       | 1963        | Sofía; Bulgaria                           | |
| Sir Frank Francis     | 1963-1969 |                                                       | 1964        | Roma; Italia                              | |
|                       |           |                                                       | 1965        | Helsinki; Finlandia                       | |
|                       |           |                                                       | 1966        | La Haya; Países Bajos                     | Libraries and Documentation |
|                       |           |                                                       | 1967        | Toronto; Canadá                           | Library Service for a Nation Covering a Large Geographical Area                                                                      |
|                       |           |                                                       | 1968        | Fráncfort del Meno; Alemania              | Books and Libraries in an Industrial Society                                                                                         |
|                       |           |                                                       | 1969        | Copenhague; Dinamarca                     | Library Education and Research in Librarianship                                                                                      |
| Herman Liebaers       | 1969-1974 |                                                       | 1970        | Moscú; URSS                               | Lenin and Libraries |
|                       |           |                                                       | 1971        | Liverpool; Reino Unido                    | The Organization of the Library Profession                                                                                           |
|                       |           |                                                       | 1972        | Budapest; Hungría                         | Reading in a Changing World |
|                       |           |                                                       | 1973        | Grenoble; Francia                         | Universal Bibliographic Control |
|                       |           |                                                       | 1974        | Washington D. C.; Estados Unidos          | National and International Library Planning                                                                                          |
| Preben Kirkegaard     | 1974-1979 |                                                       | 1975        | Oslo; Noruega                             | The Future of International Library Cooperation                                                                                      |
|                       |           |                                                       | 1976        | Lausana; Suiza                            | IFLA |
|                       |           |                                                       | 1977        | Bruselas; Bélgica                         | Libraries for All: One World of Information, Culture and Learning                                                                    |
|                       |           |                                                       | 1978        | Štrbské pleso; Eslovaquia                 | Universal Availability of Publications                                                                                               |
|                       |           |                                                       | 1979        | Copenhague; Dinamarca                     | Library Legislation |
| Else Granheim         | 1979-1985 |                                                       | 1980        | Manila; Filipinas                         | Desarrollo de las Bibliotecas y Sistemas de Información: Intercambio de Información Global para un Mayor Entendimiento Internacional |
|                       |           |                                                       | 1981        | Leipzig; Alemania                         | The Role of National Centres in National Library Development and in International Library Cooperation                                |
|                       |           |                                                       | 1982        | Montreal; Canadá                          | Networks |
|                       |           |                                                       | 1983        | Múnich; Alemania                          | Libraries in a Technical World |
|                       |           |                                                       | 1984        | Nairobi; Kenia                            | Fundamentos de los Servicios Bibliotecarios y de información para el Servicio Nacional                                               |
|                       |           |                                                       | 1985        | Chicago; Estados Unidos                   | Las Bibliotecas y la Disponibilidad Universal de la Información                                                                      |
| Hans-Peter Geh        | 1985-1991 |                                                       | 1986        | Tokio; Japón                              | Los nuevos horizontes de la Bibliotecología hacia el siglo XXI                                                                       |
|                       |           |                                                       | 1987        | Brighton; Reino Unido                     | Libraries and Information Services in a Changing World                                                                               |
|                       |           |                                                       | 1988        | Sídney; Australia                         | Living together: People, Libraries, Information                                                                                      |
|                       |           |                                                       | 1989        | París; Francia                            | Bibliotecas e información en la economía de ayer, de hoy y de mañana                                                                 |
|                       |           |                                                       | 1990        | Estocolmo; Suecia                         | Libraries: Information for Knowledge                                                                                                 |
|                       |           |                                                       | 1991        | Moscú; Unión Soviética                    | Bibliotecas y Cultura: su relación                                                                                                   |
| Robert Wedgeworth     | 1991-1997 |                                                       | 1992        | Nueva Delhi; India                        | Perspectivas de políticas para bibliotecas e información.                                                                            |
|                       |           |                                                       | 1993        | Barcelona; España                         | La biblioteca universal: bibliotecas como centros para la total disponibilidad de información                                        |
|                       |           |                                                       | 1994        | La Habana; Cuba                           | Bibliotecas y desarrollo social |
|                       |           |                                                       | 1995        | Estambul; Turquía                         | Bibliotecas del futuro |
|                       |           |                                                       | 1996        | Beijing; China                            | The Challenge of Change |
|                       |           |                                                       | 1997        | Copenhague; Dinamarca                     | Bibliotecas e Información para el desarrollo humano                                                                                  |
| Christine Deschamps   | 1997-2003 |                                                       | 1998        | Ämsterdam; Países Bajos                   | En la encrucijada de la información y la Cultura                                                                                     |
|                       |           |                                                       | 1999        | Bangkok; Tailandia                        | En el umbral del siglo 21: la biblioteca como interfaz hacia un mundo mejor                                                          |
|                       |           |                                                       | 2000        | Jerusalén; Israel                         | Información para la Cooperación: Creación de la Biblioteca Universal del Futuro                                                      |
|                       |           |                                                       | 2001        | Boston; Estados Unidos                    | Las Bibliotecas y los Bibliotecarios: Marcando la Diferencia en la Era del Conocimiento                                              |
|                       |           |                                                       | 2002        | Glasgow; Reino Unido                      | Bibliotecas para la vida: democracia, diversidad, servicio                                                                           |
|                       |           |                                                       | 2003        | Berlín; Alemania                          | La Biblioteca como Punto de Acceso: Soportes - Información - Cultura                                                                 |
| Kay Raseroka          | 2003-2005 |                                                       | 2004        | Buenos Aires, Argentina                   | Bibliotecas: Instrumentos para la Educación y el Desarrollo                                                                          |
|                       |           |                                                       | 2005        | Oslo; Dinamarca                           | Las bibliotecas - Un viaje de descubrimiento                                                                                         |
| Alex Byrne            | 2005-2007 |                                                       | 2006        | Seúl; Corea del Sur                       | Las Bibliotecas: Motores Dinámicos de la Sociedad del Conocimiento y de la Información                                               |
|                       |           |                                                       | 2007        | Durban; Sudáfrica                         | Bibliotecas para el Futuro: Progreso, Desarrollo y Cooperación                                                                       |
| Claudia Lux           | 2007-2009 | Bibliotecas en la agenda                              | 2008        | Quebec; Canadá                            | Bibliotecas sin fronteras: navegando hacia el entendimiento global                                                                   |
|                       |           |                                                       | 2009        | Milán; Italia                             | Las bibliotecas crean futuros partiendo de la herencia cultural                                                                      |
| Ellen Tise            | 2009-2011 | Las bibliotecas como medio de acceso al conocimiento. | 2010        | Gotemburgo; Suecia                        | Acceso abierto al conocimiento - Promover el Progreso Sostenible                                                                     |
|                       |           |                                                       | 2011        | San Juan; Puerto Rico                     | Bibliotecas que trascienden Bibliotecas: Integración, Innovación e Información para Todos                                            |
| Ingrid Parent         | 2011-2013 | Las bibliotecas – una fuerza catalizadora del cambio  | 2012        | Helsinki; Finlandia                       | Las Bibliotecas Ahora: Inspiradoras, Sorprendentes, Fortalecedoras                                                                   |
|                       |           |                                                       | 2013        | Singapur; Singapur                        | Las Bibliotecas del Futuro: Infinitas Posibilidades                                                                                  |
| Sinikka Sipilä        | 2013-2015 | Bibliotecas fuertes para una sociedad fuerte          | 2014        | Lyon; Francia                             | Bibliotecas, Ciudadanos, Sociedades: Confluencia por el Conocimiento                                                                 |
|                       |           |                                                       | 2015        | Ciudad del Cabo; Sudáfrica                | Bibliotecas dinámicas: acceso, desarrollo, transformación                                                                            |
| Donna Scheeder        | 2015-2017 | Bibliotecas: un llamado a la acción                   | 2016        | Columbus; Estados Unidos                  | Conexiones, Colaboración y Comunidad                                                                                                 |
|                       |           |                                                       | 2017        | Breslavia; Polonia                        | Bibliotecas. Solidaridad. Sociedad                                                                                                   |
| Glòria Pérez-Salmerón | 2017-2019 | Bibliotecas: motores del cambio                       | 2018        | Kuala Lumpur; Malasia                     | Transformar las Bibliotecas, Transformar las Sociedades                                                                              |
|                       |           |                                                       | 2019        | Atenas; Grecia                            | Las Bibliotecas: Diálogo para el Cambio                                                                                              |
| Christine Mackenzie   | 2019-2021 | Let's work together                                   | 2020        | Cancelado COVID-19                        | |